# 日本赤十字社法
日本赤十字社法（にほんせきじゅうじしゃほう、昭和27年8月14日法律第305号）は、日本赤十字社が、赤十字に関する諸条約および赤十字国際委員会において決議された諸原則の精神に則り、赤十字の理想とする人道的任務を達成することに関する日本の法律である。
法令番号は昭和27年法律第305号、1952年（昭和27年）8月14日に公布された。
大東亜戦争以前に存在した社団法人日本赤十字社が陸軍省と海軍省の共轄であった関係で、主務官庁の厚生労働省では社会福祉および旧帝國陸海軍関連の事務を取り扱う社会・援護局総務課が担当となっている。また歴代皇后を名誉総裁、皇太子妃を名誉副総裁として迎えている関係および愛子内親王と瑶子女王の奉職にあたり、宮内庁長官官房総務課と連携して執行にあたっている。

## 構成
- 第一章 総則（第1条 - 第10条）
- 第二章 社員（第11条 - 第15条）
- 第三章 管理（第16条 - 第26条）
- 第四章 業務（第27条 - 第35条）
- 第五章 監督及び助成（第36条 - 第39条）
- 第六章 罰則（第40条・第41条）
- 附則